# Manfred Sommer (Philosoph)
Manfred Sommer (* 14. August 1945) ist ein deutscher Philosoph.
Sommer wurde 1974 zum Dr. phil. promoviert. Von 1974 bis 1982 war er Assistent von Hans Blumenberg. 1982 habilitierte er sich in Münster mit einer Schrift über „Husserl und der frühe Positivismus“. Er lehrte von 1983 bis 1988 als Professor für Philosophie an der Universität Münster und von 1989 bis 2010 an der Universität Kiel. Nach seiner Emeritierung war er Gastprofessor für Kommunikationsdesign an der Muthesius Kunsthochschule Kiel.
Sommer ist Herausgeber der Schriften aus dem Nachlass von Hans Blumenberg.
Größere Resonanz fanden seine Studien zum Thema „Sammeln“
sowie „Suchen und Finden“.

## Publikationen (Auswahl)
- Die Selbsterhaltung der Vernunft. Diss. Univ. Münster 1974, Frommann-Holzboog, Stuttgart-Bad Cannstatt 1977, ISBN 3-7728-0666-X.
- Husserl und der frühe Positivismus. Habil. Univ. Münster 1982, Klostermann, Frankfurt 1985, ISBN 3-465-01668-8.
- Evidenz im Augenblick: eine Phänomenologie der reinen Empfindung. Suhrkamp, Frankfurt 1987, ISBN 3-518-57867-7.
- Identität im Übergang: Kant. Suhrkamp, Frankfurt 1988, ISBN 3-518-28351-0.
- Lebenswelt und Zeitbewusstsein. Suhrkamp, Frankfurt 1990, ISBN 3-518-28451-7.
- Sammeln: ein philosophischer Versuch. Suhrkamp, Frankfurt 1999, ISBN 3-518-58279-8.
- Suchen und Finden: lebensweltliche Formen. Suhrkamp, Frankfurt 2002, ISBN 3-518-58326-3.
- Von der Bildfläche: Eine Archäologie der Lineatur. Suhrkamp, Frankfurt 2016, ISBN 978-3-518-58683-9.[9]
- Stift, Blatt und Kant. Philosophie des Graphismus. Suhrkamp, Berlin 2020, ISBN 978-3-518-29931-9.[10]